# R. A. K. Mason
Ronald Allison Kells Mason (* 10. Januar 1905; † 13. Juli 1971) war ein neuseeländischer Dichter, Dramatiker, Journalist, Gewerkschafter und politischer Aktivist. Der neuseeländische Kulturwissenschaftler Allan Curnow bezeichnete ihn als ‘Neuseelands erste echte, unverkennbare Dichterbegabung’.

## Die frühen Jahre
Mason wurde in Penrose, Auckland geboren. Die mütterlicherseits aus Irland stammende Familie kam bereits in den 1840er Jahren nach Neuseeland. Sein Vater starb 1912 unter ungeklärten Umständen. Ab 1917 besuchte Mason die Auckland Grammar School, wo er seinen lebenslangen Freund, den späteren Dichter A. R. D. Fairburn kennenlernte. Nach der Schule arbeitete Mason eine Zeitlang als Tutor und Privatlehrer am University Coaching College in Auckland. In dieser Zeit produzierte er erste kleine Lyrikveröffentlichungen, die in niedrigen Auflagen erschienen.

## Literarische Veröffentlichungen, politisches Engagement
Masons erste größere Publikation, die Gedichtsammlung The Beggar erschien bei dem renommierten neuseeländischen Verlag Whitcome & Tombs 1924, verkaufte sich jedoch nur sehr schleppend, obwohl viele der in dieser Gedichtsammlung enthaltenen Texte später in div. Neuseeland Anthologien veröffentlicht wurden und einige zum frühen Kanon der neuseeländischen Literatur gerechnet werden. Eine ungesicherte Überlieferung, die jedoch aufschlussreich für die Dichtergeneration Masons ist, besagt, dass er aus Verzweiflung über das öffentliche Desinteresse an seiner Lyrik und den allgemeinen Utilitarismus seiner Landsleute, 200 Exemplare des Buches in den Waitematā Harbour warf.
1926 nahm Mason ein altsprachliches Studium am Auckland University College auf. Während dieser Zeit schrieb er nur noch wenige Gedichte, engagierte sich jedoch intensiv in der radikalen studentischen Politik. Einige seiner lyrischen Texte erschienen in der Zeitung The Sun in Auckland und Christchurch. Um seine marxistischen politischen Überzeugung auch mittels der Literatur unter einem größeren Publikum zu verbreiten, schrieb Mason politische Theaterstücke, u. a. das Schauspiel Squire Speaks, das 1938 auch als Hörspielfassung für den Rundfunk erschien.
Nach dem Verlust seiner Tutorenposition ging Mason 1929 als Landarbeiter in die Waikato-Region, 1930 arbeitete er an einem autobiographischen Roman. Zudem entstanden eine Reihe von politischen Aufsätzen, u. a. über das neuseeländische Kolonialregime in Samoa, für den sozialistischen New Zealand Worker. Bei einer Reise nach Samoa und Tonga 1931 hatte Mason sich aus erster Hand Informationen über die politische Situation auf den Inseln verschafft, vor allem über den zweiten samoanischen Mau-Aufstand.
Von 1931 bis 1934 veröffentlichte Mason Lyrik in dem Aucklander akademischen Kulturmagazin Phoenix, dessen Herausgeber er 1933 wurde. In der Zeit seiner Herausgeberschaft wurde der Phoenix zu einem kritischen und kämpferischen Journal, das gegen die Folgen der krisenhaften Weltwirtschaft und die wirtschaftliche Verarmung der neuseeländischen Arbeiter und Kleinbürger protestierte und versuchte, die literarische Ästhetik in den Dienst des sozialen Protests zu stellen, was bei manchen traditionelleren Lesern Missfallen hervorrief und das Journal zu einem Zielpunkt von Angriffen der konservativen Presse machte.
1934 erschienen Masons Gedichte aus den 1920er Jahren in der Unicorn Press unter dem Titel No new things; bei der Caxton Press 1936 eine Lyriksammlung End of day. Im Kriegsjahr 1941 folgte seine umfangreichste Gedicht-Anthologie This dark will lighten: Selected Poems, 1923 – 1941, ein exemplarischer Überblick über sein bis dahin vorliegendes dichterisches Werk. Das Buch war dem deutsch-jüdischen Exildichter Karl Wolfskehl gewidmet, der seit 1938 im Aucklander Exil lebte und dessen Spätwerk dort entstand. Obwohl Wolfskehl sich auch im Exil als Vertreter und Bewahrer der literarischen Tradition Stefan Georges ansah, verband ihn mit dem neuseeländischen Sozialisten Mason eine enge persönliche und künstlerische Freundschaft, nicht zuletzt, weil Masons (frühe) Lyrik viele Anspielungen auf antike Poesie und Religion enthielt. Wolfskehl verbrachte die letzten Tage seines Lebens bei Mason und seiner Frau Dorothea Beyda. Zu Masons deutschsprachigen Kontakten zählten auch der Dichter Peter Dane und der Pädagoge Werner Droescher.

## Die mittleren und späten Jahre, Auckland und Dunedin
Seit Mitte der 1930er Jahre schrieb Mason vor allem politische Theaterstücke, Hörspiele und journalistische Artikel. Nach dem Krieg orientierten sich seine politischen Ideen immer mehr am chinesischen Kommunismus. Er engagierte sich in der neuseeländischen Gewerkschaftsarbeit, u. a. als Herausgeber der gewerkschaftsnahen Zeitschrift Challenge, aber auch für ein neuseeländisches National Theater, von dem er sich eine sowohl kulturelle als auch politische Bildungsfunktion erhoffte. 1957 musste er eine geplante Chinareise, auf der er sich als neuseeländischer Delegierter ein eigenes Bild von den dortigen Verhältnissen machen wollte, aufgrund gesundheitlicher Probleme absagen. Sein gesundheitlicher Zustand zwang ihn in einen Vorruhestand. 1958 wurde er Präsident der Gesellschaft für Neuseeländisch-Chinesische Freundschaft (New Zealand China Friendship Society).
1962 erschienen seine Collected Poems im Pegasus Verlag. Im gleichen Jahr erhielt er die Robert Burns Fellowship der University of Otago in Dunedin und heiratete seine langjährige Lebensgefährtin Dorothea Mary Beyda. 1965 zog das Paar zurück nach Auckland, wo Mason in Takapuna in Teilzeitarbeit an Schulen und in der Erwachsenenbildung unterrichtete. Der mit einer Bipolaren Störung diagnostizierte Mason starb 1971 in Auckland in wirtschaftlich prekären Verhältnissen, bevor eine vom New Zealand Literary Fund Advisory Committee angeregte Pension für ihn eingerichtet werden konnte.
Im Unterschied zu den meisten anderen neuseeländischen Dichtern seiner Generation, spielen dezidiert neuseeländische Orte und künstlerische Zusammenhänge in Masons Lyrik nur selten eine Rolle. Sein humanistischer und sozialistischer Internationalismus konzentrierte sich in seiner Lyrik vor allem auf Protagonisten, die sich in sozialen Konflikten oder gegenüber Schicksalsschlägen zu behaupten versuchen, ohne ihre ethische Gesinnung zu verraten. Masons Gedichte haben indessen häufig einen melancholischen Ton; in manchen gibt es auch unerwartet komische und groteske Einlagen. Wie sein berühmter neuseeländischer Maler-Freund Colin McCahon beschäftigte sich Mason in seiner Spätlyrik mit der Biographie Jesu, dessen Leidensgeschichte in Masons Lyrik nicht-metaphysisch und im Kontext des modernen Alltags gezeigt wird.

## Werke

### Lyrik
- The Beggar (Whitcombe & Tombs, 1924)
- Penny Broadsheet (Whitcombe & Tombs, 1924)
- No New Thing (Spearhead Publishers, 1934)
- End of Day (Caxton Press, 1936)
- This Dark Will Lighten: Selected Poems (Caxton Press, 1941)
- China Dances and Other Poems (John McIndoe, 1962)
- Collected Poems (Pegasus Press, 1962)

### Hörspiele Radio
- Squire Speaks (Caxton Press, 1938)

### Prosa
- Frontier Forsaken: An Outline History of the Cook Islands (Challenge, 1947)
- Four Short Stories 1931–1935 (Holloway Press, 2003)